# Charleston (Utah)
Charleston es un pueblo situado en el condado de Wasatch, Utah, Estados Unidos. Tiene una población estimada, a mediados de 2021, de 437 habitantes.

## Geografía
Según la Oficina del Censo de los Estados Unidos, tiene un área total de 7.96 km², de la cual 7.42 km² son tierra y 0.54 km² son agua.

## Demografía

### Censo de 2020
Según el censo de 2020, en ese momento había 436 habitantes, 156 hogares y 131 familias en la zona. La densidad de población era de 58.76 hab./km². Había 180 unidades habitacionales, con una densidad media de 24.3 por kilómetro cuadrado  El 90.60% de los habitantes eran blancos, el 1.15% eran afroamericanos, el 0.22% era asiático, el 2.29% eran de otras razas y el 5.73% eran de una mezcla de razas. Del total de la población, el 2.75% son hispanos o latinos de cualquier raza.

### Censo de 2000
Según el censo de 2000, había 378 habitantes, 120 hogares y 101 familias en la zona. La densidad de población era 86,9 habitantes/km². Había 131 unidades habitacionales con una densidad media de 30,1 unidades/km².
La composición racial era la siguiente: 97,88% blancos, 0,26% afroamericanos y 1,85% de dos o más razas. Los hispanos o latinos de cualquier raza eran el 5,03% de la población.
Había 120 casas, de las cuales el 48,3% tenía niños menores de 18 años, el 75,0% eran matrimonios, el 7,5% tenía un cabeza de familia femenino sin marido, y el 15,8% no eran familia. El 12,5% de todas las casas tenían un único residente y el 4,2% tenía solo residentes mayores de 65 años. El promedio de habitantes por hogar era de 3,15 y el tamaño medio de familia era de 3,49.
El 33,9% de los residentes era menor de 18 años, el 7,7% tenía edades entre los 18 y 24 años, el 23,5% entre los 25 y 44, el 24,1% entre los 45 y 64, y el 10,8% tenía 65 años o más. La media de edad era 37 años. Por cada 100 mujeres había 98,9 hombres. Por cada 100 mujeres de 18 años o más, había 96,9 hombres.
El ingreso medio para un hogar era de $42.813 y el ingreso medio para una familia era de $44.063. Los hombres tenían un ingreso medio de $40.125 contra $24.167 de las mujeres. Los ingresos per cápita para la ciudad eran de $21.836. Aproximadamente el 2,2% de las familias y el 3,1% de la población estaban por debajo del nivel de pobreza, incluyendo el 4,2% de menores de 18 años y el 3,6% de mayores de 65 años.